# LEN Champions League
A LEN Champions League é a principal competição de clubes de polo aquático da Europa, com a participação de 18 diferentes nações. É organizada pela Ligue Européenne de Natation.

## Historia

### Nomes da Competição
- 1963–1996: Champions Cup
- 1996–2003: Champions League
- 2003–2011: LEN Euroleague
- 2011–presente: LEN Champions League

## Campeões
| - 1963-64 Partizan - 1964-65 Pro Recco - 1965-66 Partizan - 1966-67 Partizan - 1967-68 Mladost - 1968-69 Mladost - 1969-70 Mladost - 1970-71 Partizan - 1971-72 Mladost - 1972-73 Orvosegyetem - 1973-74 MGU Moscow - 1974-75 Partizan - 1975-76 Partizan - 1976-77 CSKA Moscow - 1977-78 Canottieri Napoli - 1978-79 Orvosegyetem - 1979-80 Vasas - 1980-81 Jug Dubrovnik - 1981-82 Barcelona - 1982-83 Spandau 04 - 1983-84 Pro Recco - 1984-85 Vasas | - 1985-86 Spandau 04 - 1986-87 Spandau 04 - 1987-88 Pescara - 1988-89 Spandau 04 - 1989-90 Mladost - 1990-91 Mladost - 1991-92 Jadran Split - 1992-93 Jadran Split - 1993-94 Újpest - 1994-95 Catalunya - 1995-96 Mladost - 1996-97 Posillipo - 1997-98 Posillipo - 1998-99 POŠK - 1999-00 Bečej - 2000-01 Jug Dubrovnik - 2001-02 Olympiacos - 2002-03 Pro Recco - 2003-04 Honvéd - 2004-05 Posillipo - 2005-06 Jug Dubrovnik - 2006-07 Pro Recco | - 2007-08 Pro Recco - 2008-09 Primorac Kotor - 2009-10 Pro Recco - 2010-11 Partizan - 2011-12 Pro Recco - 2012-13 Crvena Zvezda - 2013-14 Atlètic-Barceloneta - 2014-15 Pro Recco - 2015-16 Jug Dubrovnik - 2016-17 Szolnok SC - 2017-18 Olympiacos - 2018-19 Ferencváros - 2019-20 Temporada cancelada devido à pandemia de COVID-19 - 2020-21 Pro Recco - 2021-22 Pro Recco - 2022-23 Pro Recco |